# Ada Ferrer
Ada Ferrer (La Habana, 17 de junio de 1962) es una historiadora cubano-estadounidense. Es catedrática Julius Silver de Historia y Estudios Latinoamericanos en la Universidad de Nueva York. Recibió el Premio Pulitzer de Historia 2022 por su libro Cuba: An American History (Cuba: una historia americana).

## Trayectoria
Nació en La Habana, Cuba, y emigró a Estados Unidos en 1963, a West New York, Nueva Jersey. Ferrer se licenció en inglés por la universidad privada Vassar College en 1984, tiene una maestría en Historia por la Universidad de Texas en Austin (1988) y un doctorado en Historia por la Universidad de Míchigan (1995). Es catedrática Julius Silver de Historia y Estudios Latinoamericanos en la Universidad de Nueva York.
Ferrer es becaria Guggenheim de 2018.

## Reconocimientos
Ganó el Premio Frederick Douglass 2015 por su libro Freedom's Mirror: Cuba and Haiti in the Age of Revolution. Ese mismo libro también fue reconocido con los premios Friedrich Katz, Wesley Logan y James A. Rawley de la Asociación Histórica Estadounidense y el Premio de Iluminación de Haití de la Asociación de Estudios Haitianos. Ferrer recibió el Premio del Libro de la Conferencia de Berkshire de Mujeres Historiadoras por su libro Insurgent Cuba: Race, Nation and Revolution 1868-1898.

## Obra
- 1998: Cuba insurgente: raza, nación y revolución, 1868–1898. University of North Carolina Press.[11][12][13]
- 2014: El espejo de la libertad: Cuba y Haití en la era de la revolución. Cambridge University Press.[14][15][16][17]
- 2021: Cuba: una historia americana. Scribner.